# Corexit

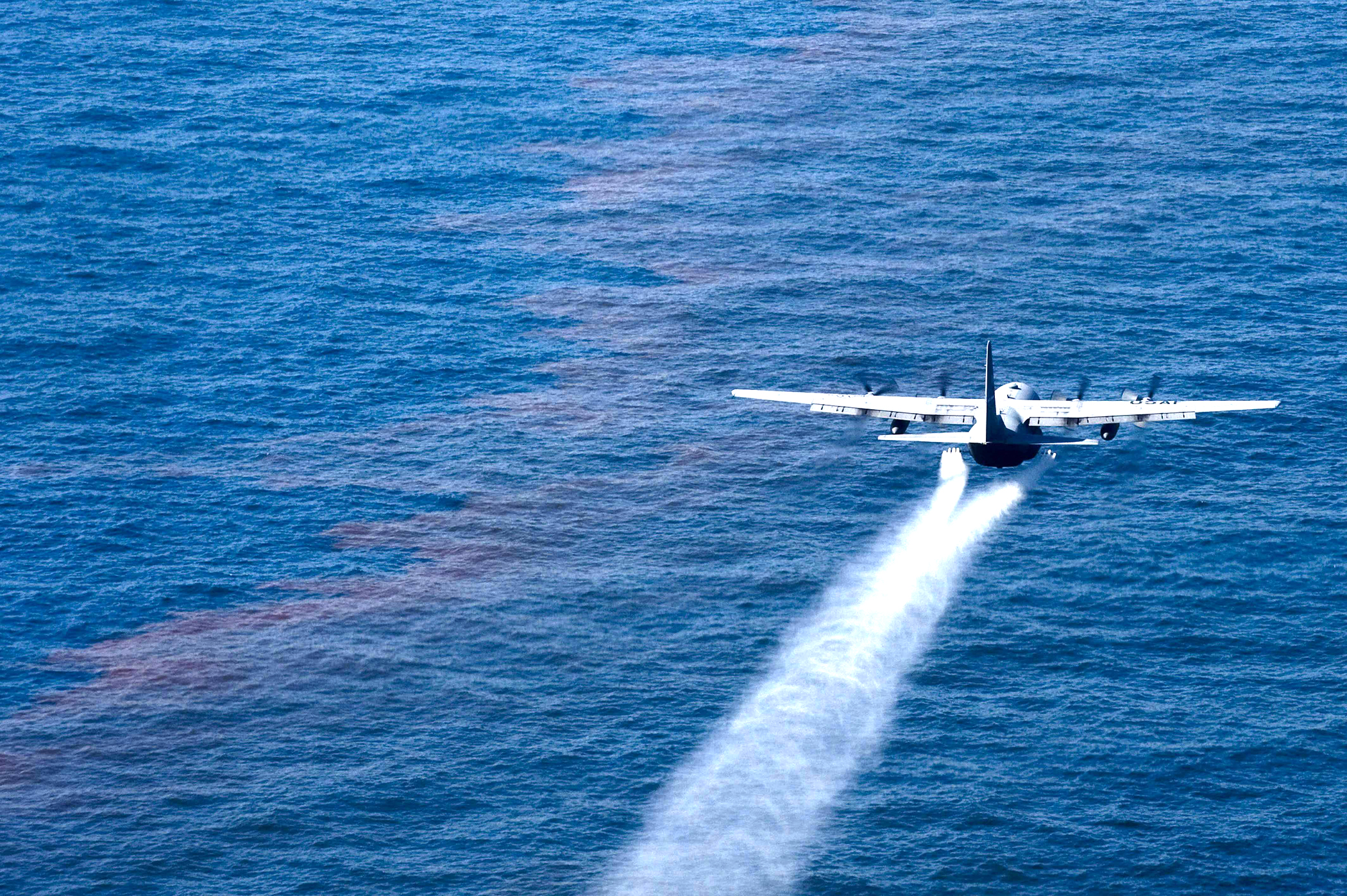
Eine C-130 Hercules sprüht Corexit im Golf von Mexiko (Mai 2010)

Corexit ist der Markenname einer von der Nalco Company hergestellten Produktreihe von Dispergatoren und Strandreinigungsmitteln zur Bekämpfung von Ölverschmutzungen.
2010 wurden mit Corexit EC9500A und Corexit EC9527A Dispergatoren in bis dahin nicht gekanntem Umfang vom Ölkonzern BP eingesetzt, um die Ölpest im Golf von Mexiko 2010 aufgrund der Havarie der Offshore-Ölbohrplattform Deepwater Horizon zu bekämpfen. Dabei wurden nach eigenen Angaben der EPA etwa sieben Millionen Liter der Dispergatoren versprüht. Umstritten war der Einsatz insbesondere wegen der im Vergleich zu anderen Dispergatoren hohen Ökotoxizität der Mittel.

## Markengeschichte
Die ersten Corexit-Produkte wurden von einer Tochter des Ölkonzerns Exxon Ende der 1960er Jahre entwickelt. Seitdem wird es regelmäßig eingesetzt, 1979 Corexit 9527 nach der Katastrophe an der Ölbohrplattform Sedco 135F, damals die größte Ölpest der Geschichte oder beim Tankerunglück der Exxon Valdez in Alaska 1989. 1994 brachte die Exxon Chemical Company die Produktreihe in eine gemeinsame Tochtergesellschaft mit dem auf Wasserbehandlung spezialisierten Chemiekonzern Nalco ein, die Nalco/Exxon Energy Chemicals, die 2001 nach Übernahme der Exxon-Anteile vollständig in Nalco aufging.
In Großbritannien, dem europäischen Land, das bei Ölunfällen am stärksten auf den Einsatz von Dispergatoren setzt, sind wegen der zu hohen toxischen Wirkung in einem Test, der felsige Küsten simuliert, seit 1998 keine Corexit-Dispergatoren mehr zugelassen.
Nach der Explosion der Deepwater Horizon am 20. April 2010 kaufte BP sämtliche Lagerbestände an Corexit auf. Nalcos Aktienkurs stieg dadurch im Mai 2010 um zehn Prozent. Durch den Verkauf des Mittels an BP hat Nalco, das personell mit der Ölindustrie verflochten ist, in den 4 Wochen nach der Explosion 40 Millionen Dollar Umsatz gemacht. Am 19. Mai 2010 forderte die Environmental Protection Agency der Vereinigten Staaten BP auf, binnen 24 Stunden weniger toxische Alternativen zu Corexit aus der Liste der EPA-zugelassenen Produkte auszuwählen und zu nutzen.

## Corexit EC9527A und EC9500A
Die als Gefahrstoffe klassifizierten Bestandteile der Produkte sind aus den Sicherheitsdatenblättern des Herstellers bekannt. Seit Juni 2010 sind sämtliche Bestandteile aufgrund Veröffentlichung durch die Environmental Protection Agency im Detail bekannt, Informationen zur genauen Zusammensetzung sind jedoch nach wie vor nicht öffentlich. Der Hersteller hatte bereits zuvor angegeben, dass es sich um insgesamt sechs Bestandteile handelt. Das Sicherheitsdatenblatt führt folgende Gefahrstoffe als Bestandteile von Corexit EC9527A, früher als Corexit 9527 bezeichnet, auf: das Lösungsmittel 2-Butoxyethanol, Salze von organischen Sulfonsäuren, bei denen es sich um Tenside handelt, sowie einen geringen Anteil von Propylenglycol. Für Corexit EC9500A, früher als Corexit 9500 bezeichnet, werden als Gefahrstoffe angeführt: hydrierte leichte Erdöldestillate (petroleumähnliches Lösemittel), Salze von organischen Sulfonsäuren (Tenside) und ein geringerer Anteil von Propylenglycol. Nach Information des Herstellers Nalco an die US-Umweltbehörde EPA sind in Corexit die folgenden Substanzen enthalten: Docusat-Natrium, Sorbitanmonooleat, Polysorbat 80, Polysorbat 85, Propan-1,2-diol und Butylglycol.
Nach den Zulassungsdaten der Environmental Protection Agency sind Corexit EC9500A und EC9527A giftiger und weniger effizient als Dispergatoren anderer Hersteller. Corexit EC9500A erreicht bei Rohöl der Sorte South Louisiana eine Wirksamkeit der Dispergierung von 54,7 Prozent, Corexit EC9527A eine von 63,4 Prozent, während mehrere andere Produkte ca. 90 bis 100 Prozent erreichen. Die letalen Konzentrationen LC50 für Neuweltliche Ährenfische der Gattung Menidia und Schwebegarnelen der Gattung Mysidopsis liegen zwischen 2,6 ppm und 6,6 ppm gegenüber 25 ppm bis 57 ppm beim ökotoxisch günstigsten der wirksameren Produkte bzw. 58,4 ppm bis 100 ppm beim ökotoxisch günstigsten der vergleichbar wirksamen Produkte.
In experimentellen Untersuchungen an Zellkulturen konnte gezeigt werden, dass Lungenepithelzellen durch den Einfluss obiger Dispergatoren durch nekrotische, apoptotische und autophagische Effekte den Zelltod erleiden.